# Edmundo Suárez de Trabanco
Edmundo Suárez de Trabanco, més conegut simplement com a Mundo va ser un futbolista i entrenador basc. Va nàixer a Barakaldo (País Basc). Jugava de davanter centre i la major part de la seua carrera va transcórrer a les files del València CF.

## Carrera esportiva
Mundo és tot un símbol en el València CF, ja que és el màxim golejador històric en lliga amb aquest equip, aconseguint també dos trofeus Pitxitxi. A més a més, és el cinqué màxim golejador de la lliga espanyola, sols superat per Telmo Zarra, Alfredo Di Stéfano, Isidro Lángara i Ferenc Puskas.
Estava dotat d'una gran corpulència física i d'un fort caràcter que el feia disputar tots els balons. Va ser un dels grans dominadors de l'àrea a la dècada dels 40. Junt amb Epi, Amadeo, Asensi i Gorostiza va formar part de la davantera elèctrica que va transformar el València CF en un equip guanyador.
Va militar en diversos equips amateurs del seu País Basc natal, però l'arribada de la guerra civil va canviar totalment la seua carrera. Va fitxar per l'Athletic Club de Bilbao però com que aquest fitxatge es va realitzar en territori republicà no va ser considerat vàlid pel règim franquista, per la qual cosa en l'acabar la guerra va quedar lliure. L'any 1939 l'exèrcit franquista va crear un equip, el Recuperación de Levante, del qual van formar part diversos jugadors que havien lluitat a la regió militar de Llevant. Aquest equip va ser l'elegit pel València CF per a debutar després de la guerra i després de veure Mundo en acció, el València CF no va desaprofitar l'oportunitat i el va fitxar.
Mundo va jugar al València CF durant onze temporades, entre 1939 i 1950. En elles va destacar com un consumat golejador aconseguint una mitjana de 0,92 gols per partit al llarg de tota la seua carrera al València CF. Gràcies a això va guanyar el trofeu Pitxitxi en les temporades 1941-1942 i 1942-1943 amb 27 i 28 gols respectivament.
Després d'una última temporada en la qual només va disputar 6 partits va decidir sortir del club de tota la seua vida per embarcar-se en el projecte del CE Alcoià que també competia en la Primera divisió. Allí va jugar únicament la temporada 1950-1951 competint a un acceptable nivell.
Malgrat tot, no va acabar ací la seua relació amb el València CF. A mitjan temporada 1963-1964 es va fer càrrec de l'equip en condició d'entrenador substituint a Pasieguito. Gràcies al seu fort caràcter i rigidesa va aconseguir remuntar llocs en la lliga, acabant en sisena posició. Per contra, l'actuació de l'equip en la Copes de Fires va ser molt millor, disputant la final, que va perdre contra el Reial Saragossa en un polèmic partit. Després de la bona actuació d'aquell any, la directiva del València CF va confiar en ell un altre any més com a entrenador acabant la lliga en quarta posició. Tanmateix, encara que el club va donar per bo el seu treball van decidir fitxar un altre entrenador. Com que els resultats no li van acompanyar, Mundo va retornar al seu antic lloc a mitjan temporada.
Va continuar d'entrenador, aconseguint la Copa del Rei de 1967, fins al 13 d'octubre de 1968 en què va ser destituït pels mals resultats.
Mundo va morir el 14 de desembre de 1978.

### Selecció espanyola
Va ser internacional amb la selecció espanyola tres vegades marcant tres gols. Va debutar el 28 de desembre de 1941 front a Suïssa.

## Clubs

### Com a jugador
- València CF - 1939-1950 - Primera divisió
- CE Alcoià - 1950-1951 - Primera divisió

### Com a entrenador
- València CF - 1963-1965 i 1966-1968 - Primera divisió

## Palmarès

### Com a jugador

#### Títols estatals
- 3 Lligues - València CF - 1941-1942, 1943-1944 i 1946-1947
- 2 Copes del Rei - València CF - 1941 i 1949

#### Distincions individuals
- 2 trofeus Pitxitxi - 1941-1942 i 1943-1944

### Com a entrenador
- 1 Copa del Rei - València CF - 1967